# Mary Callahan Erdoes

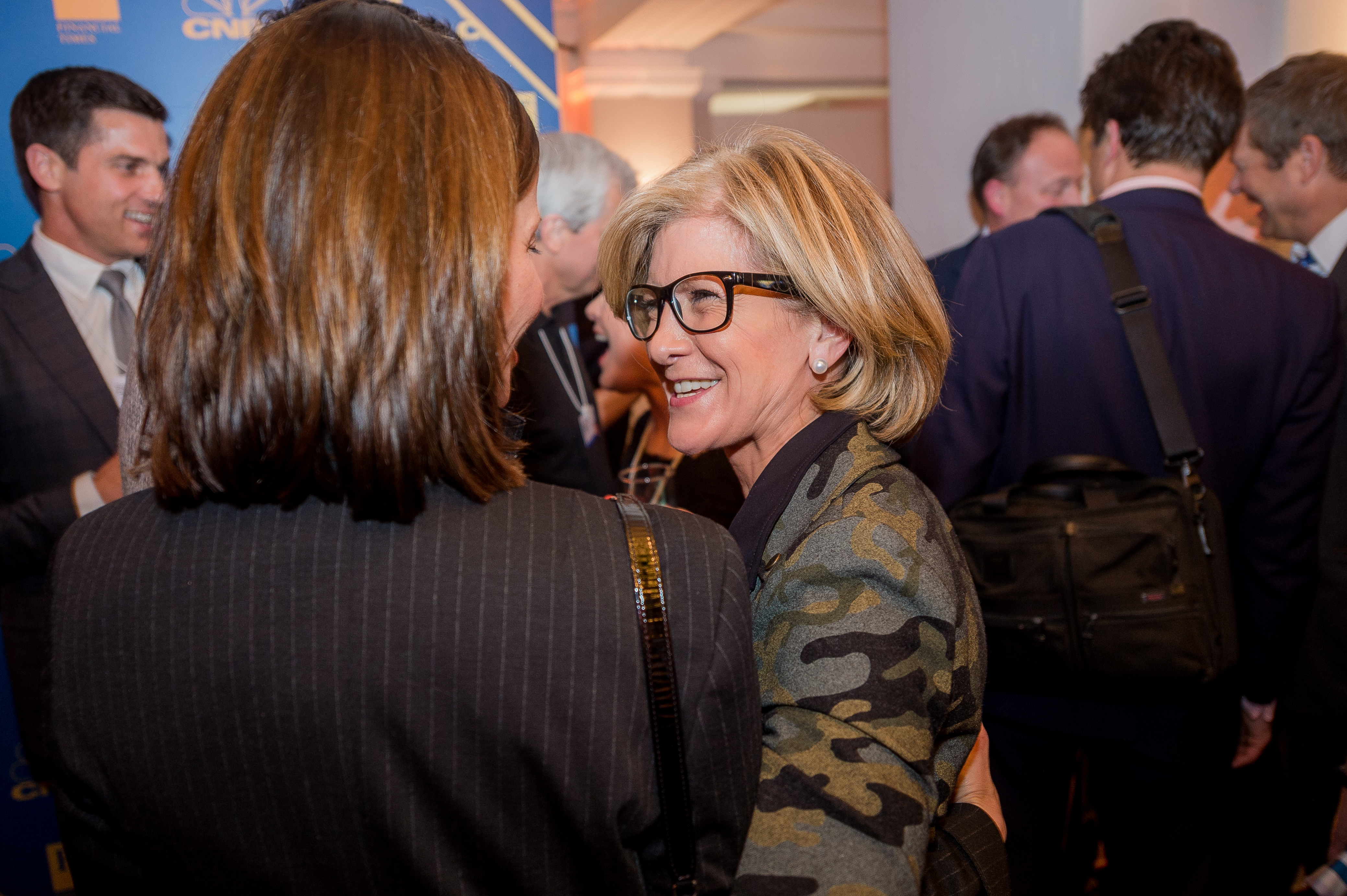
Mary Callahan Erdoes (2018)

Mary Callahan Erdoes (* 13. August 1967) ist CEO der JPMorgan Privatbank, auch bekannt als die Asset-Management-Abteilung von JPMorgan. Sie wurde 2011 auf Platz 84 der mächtigsten Frauen in der Forbes-Liste geführt.

## Leben
Callahan Erdoes wurde am 13. August 1967 als Tochter von Patrick Callahan, Partner bei der Investmentbank Lazard Freres, und Patricia Callahan, die in Chicago im Umfeld von Mode und Philanthropie bekannt war, geboren. Mary Callahan Erdoes traf ihren Ehemann Philip Erdoes an der Harvard Business School. Sie leben in New York City mit ihren drei Töchtern.

### Ausbildung und Karriere
Callahan Erdoes erhielt einen Bachelor-Abschluss mit Schwerpunkt in Mathematik an der Georgetown University. Sie war zu diesem Zeitpunkt die einzige Frau, die an dieser Universität ihren Abschluss in Mathematik vollenden konnte. Sie besitzt einen MBA von der Harvard Business School.
Sie begann ihre Karriere bei Stein, Roe & Farnham und verwies auf ihre Großmutter mütterlicherseits, die ihr bei der Jobsuche während ihrer College-Zeit geholfen hatte. Sie beschrieb ihre Arbeit dort als glorifizierten Job in der Poststelle. Sie wechselte im Anschluss zu Bankers Trust in die Abteilungen Corporate Finance, Großkundengeschäft und hochverzinsliche Schuldverschreibungen. Bevor sie zu JPMorgan kam, war sie bei Meredith, Martin & Kaye, einer auf festverzinsliche Wertpapiere spezialisierten Beratungsfirma, angestellt, wo sie für Kreditrecherche, Handel und individuelles Portfolio-Management verantwortlich war. 1996 wechselte sie zu JPMorgan als Leiterin der Abteilung für festverzinsliche Wertpapiere. Im März 2005 wurde sie zum CEO von JPMorgan Chase befördert. Sie wurde ebenfalls als mögliche Nachfolgerin für den CEO von JPMorgan Chase & Co Jamie Dimon gehandelt. Darüber hinaus ist sie im Aufsichtsrat der UNICEF tätig.
Vom 11. bis 14. Juni 2015 nahm sie an der 63. Bilderberg-Konferenz in Telfs-Buchen in Österreich teil.